# Francis Edwin Shober

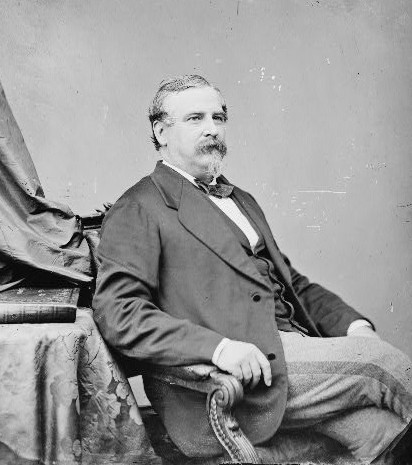
Francis Edwin Shober

Francis Edwin Shober (* 12. März 1831 in Winston-Salem, North Carolina; † 29. Mai 1896 in Salisbury, North Carolina) war ein US-amerikanischer Politiker. Zwischen 1869 und 1873 vertrat er den Bundesstaat North Carolina im US-Repräsentantenhaus.

## Werdegang
Francis Shober besuchte die öffentlichen Schulen seiner Heimat und danach die Moravian School in Bethlehem (Pennsylvania). Anschließend studierte er bis 1851 an der University of North Carolina in Chapel Hill. Nach einem Jurastudium und seiner 1853 erfolgten Zulassung als Rechtsanwalt begann er ab 1854 in Salisbury in diesem Beruf zu arbeiten. Politisch schloss er sich der Demokratischen Partei an.
In den Jahren 1862 und 1864 war Shober Abgeordneter im Repräsentantenhaus von North Carolina. Im Jahr 1865 wurde er in den Staatssenat gewählt. Bei den Kongresswahlen des Jahres 1868 wurde er im sechsten Wahlbezirk von North Carolina in das US-Repräsentantenhaus in Washington, D.C. gewählt, wo er am 4. März 1869 die Nachfolge von Nathaniel Boyden antrat. Nach einer Wiederwahl konnte er bis zum 3. März 1873 zwei Legislaturperioden im Kongress absolvieren. 1872 verzichtete er auf eine weitere Kandidatur.
1875 war Francis Shober Delegierter auf einer Versammlung zur Überarbeitung der Verfassung seines Heimatstaates. In den Jahren 1877 und 1878 war er Bezirksrichter im Rowan County. Gleichzeitig war er als Chief Clerk bei der Verwaltung des US-Senats angestellt. Von 1881 bis 1883 bekleidete er in der Senatsverwaltung das Amt des Acting Secretary. In den Jahren 1880 und 1884 war Shober Delegierter zu den jeweiligen Democratic National Conventions. 1887 saß er nochmals im Staatssenat; ansonsten praktizierte er wieder als Anwalt. Francis Shober starb am 29. Mai 1896 in Salisbury. Er war der Vater des Kongressabgeordneten Francis Emanuel Shober (1860–1919) aus New York.